# Terraplane BC8
Le Terraplane BC8, développé par la société Bertin et Cie dans les années 1960, est conçu pour succéder au modèle expérimental BC4, il se distingue par son absence de roues et son déplacement exclusif par sustentation, en contraste avec les modèles précédents BC6 et BC7, dotés d’un système hybride. Ce véhicule est destiné à des interventions rapides sur des terrains difficiles, notamment des zones marécageuses ou des plans d’eau, où les moyens traditionnels sont inopérants.

## Développement
Le Terraplane BC8, conçu comme le successeur du modèle expérimental BC4, a été développé pour répondre aux besoins spécifiques des aérodromes situés dans des environnements complexes. À l'instar du BC4, il est dépourvu de roues et se déplace exclusivement grâce à la sustentation, contrastant avec les modèles précédents BC6 et BC7, qui combinaient une propulsion hybride à roues et système de sustentation .Principalement destiné aux interventions rapides sur les aérodromes entourés de plans d'eau, comme à Marignane ou Nice, ou situés à proximité de zones marécageuses, tels que l’aéroport de Shannon en Irlande, le BC8 peut être équipé d’un large éventail d’équipements. Parmi ces derniers figurent des lances d'incendie, des grues et du matériel de sauvetage, en fonction des besoins opérationnels. Il est destiné à opérer sur des terrains meubles, des zones marécageuses ou des plans d'eau, où l'utilisation de véhicules à roues ou à chenilles s'avère impraticable, que ce soit de manière permanente ou temporaire. Sa conception met en œuvre des principes de simplicité technologique, avec des caractéristiques techniques permettant une mise en service rapide, une capacité de franchissement adaptée à des terrains variés, une vitesse de déplacement efficace et une plate-forme capable de transporter des charges importantes.
En 1966, la société Bertin et Cie a présenté le Terraplane BC8 à la presse lors d'une démonstration technique tenue dans une carrière inondée en bordure de la Seine, à proximité de son site des Mureaux. Au cours de cet événement, l'engin a atteint une vitesse de 150 km/h.
Outre les ambitions commerciales associées au BC8, ce véhicule a également été conçu comme une plateforme d’expérimentation technologique et d’essais, visant à contribuer au développement et à la mise au point du Naviplane N300, alors en cours de conception.

## Caractéristiques
Le BC-8 mesure 10 mètres de long, 5 mètres de large et 4,30 mètres de haut. Il affiche un poids à vide de 2,35 tonnes et peut transporter une charge utile de 2 tonneset de franchir des obstacles d'une hauteur de 60 cm. Le Terraplane est équipé d'un poste de pilotage biplace. Sa propulsion est assurée par un turbopropulseur Turboméca Artouste développant 400 chevaux, qui actionne deux  deux hélices à pas variables, dérivées de rotors d’hélicoptère modifiés par Ratier-Figeac. Pour la sustentation, un réacteur Turboméca Marboré d'une poussée de 400 kg alimente les jupes souples via un système de trompes. Le turboréacteur alimente, en tant que générateur de gaz, les trompes Bertin, qui distribuent un mélange à une température maximale de 100 °C dans chacune des jupes de sustentation souples. L'arrière de l'appareil est doté d'un stabilisateur horizontal équipé d'un vérin électrique permettant de contrôler son incidence. Ce dispositif fonctionne comme un compensateur destiné à ajuster l'assiette de l'engin .